# Chantal Petitclercová
Chantal Petitclercová (*15. prosince 1969, Saint-Marc-des-Carrières) je kanadská tělesně postižená atletka-vozíčkářka, mnohonásobná vítězka paralympijských her.
Ve věku 13 let utrpěla úraz, když na ni spadla těžká vrata; přestala chodit. Až poté jí ve škole poradili, aby se začala věnovat plavání ke zlepšení fyzického ale i psychického stavu, což byl její první kontakt s pravidelnou sportovní aktivitou.
K vrcholovému sportu tělesně postižených se dostala na univerzitě v Québecu ve věku 18 let. Pro studia historie si vybrala University of Alberta, kde ji mohl připravovat jako trenér Peter Eriksson, který ji vede dodnes.
Poprvé se zúčastnila paralympijských her v Barceloně v roce 1992, kde vybojovala v kategorii T54 dvě bronzové medaile. Prvního paralympijského zlata se dočkala na paralympiádě v Atlantě v roce 1996, potom již dvě zlaté na paralympiádě v Sydeny 2000 a na hrách v Aténách a v Pekingu pokaždé vybojovala pět zlatých medailí z pěti startů. Po nich na svém kontě celkem čtrnáct paralympijských vítězství. Její trenér ji po výkonu v Pekingu označil za jednoho z nejlepších kanadských paralympioniků vůbec.
Po hrách v Pekingu (2008) po krátkém váhání oznámila konec kariéry na atletických drahách, chce se dál věnovat silničním závodům tělesně postižených.
V roce 2005 byla vyhlášena nejlepší handicapovanou sportovkyní světa při vyhlašování cen Laureus Mezinárodního paralympijského výboru.
Od roku 2016 je zvolena Senátorkou Parlamentu Kanady.